# Coupe de Pythagore

Vue en coupe

Une coupe de Pythagore ou coupe de Tantale est un récipient qui force son utilisateur à le remplir avec modération. Attribué à Pythagore, ce verre permet à l'utilisateur de le remplir jusqu'à un certain niveau. Si l'utilisateur remplit le verre jusqu'à ce niveau, il peut boire normalement, s'il le remplit au-dessus de ce niveau, la coupe déverse la totalité de son contenu par le bas.

## Forme et fonction

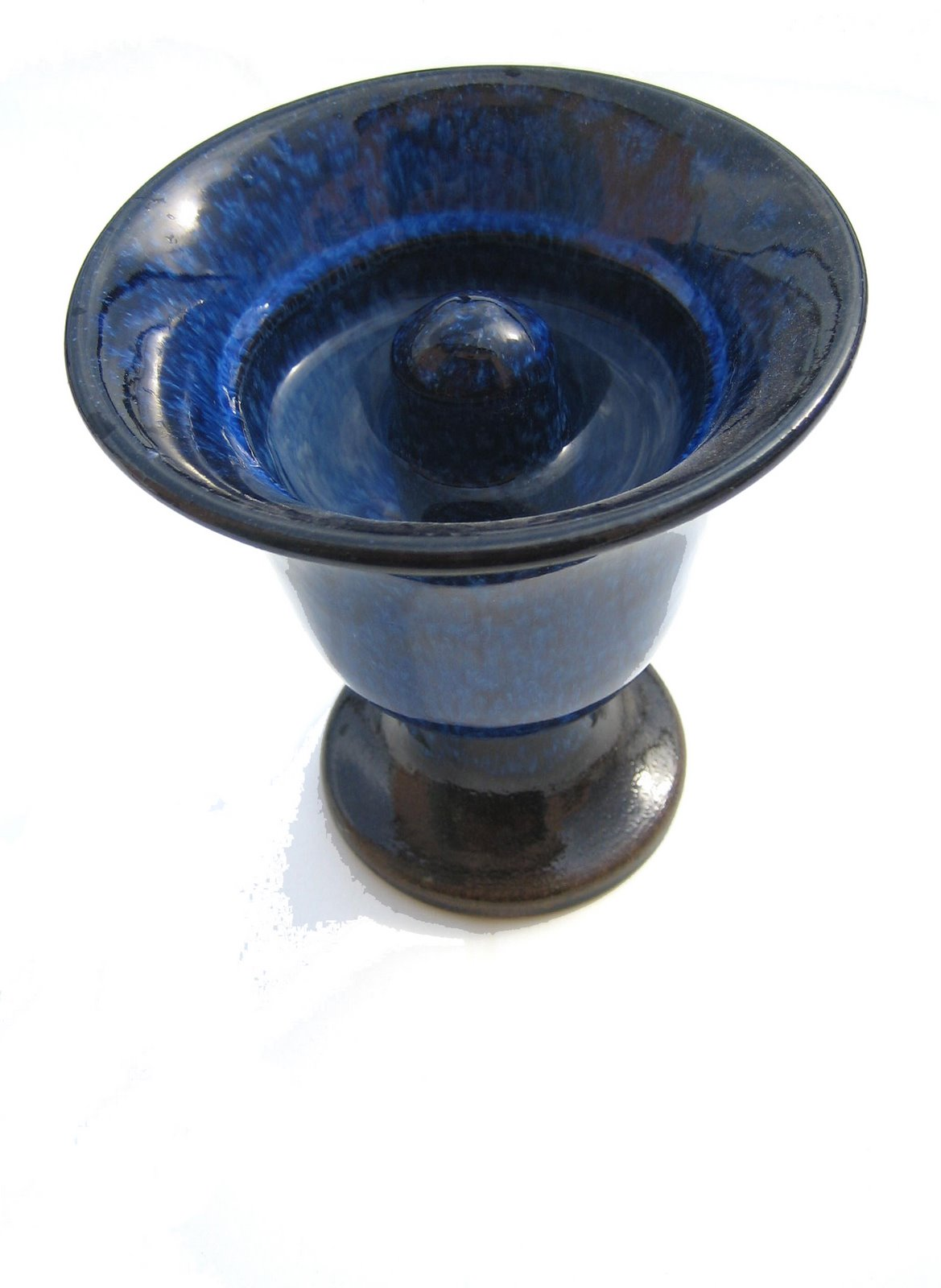
Coupe de Pythagore vendue à Samos

Une coupe de Pythagore ressemble à une coupe normale avec une colonne centrale en plus. La colonne centrale est positionnée directement au-dessus du pied de la coupe et du trou sortant du pied. Un petit tuyau relie ce trou à une chambre en haut de la colonne. De cette chambre part un autre tuyau jusqu'à un trou en bas de la colonne donnant accès au contenu de la coupe.
Quand la coupe est remplie, le liquide monte par le second tuyau jusqu'à la chambre en haut de la colonne, selon le principe de Pascal des vases communicants. Tant que le niveau dans la coupe n'est pas plus haut que la chambre, le verre fonctionne normalement. Si le niveau dépasse la chambre, le liquide passe dans le premier tuyau et sort par le trou dans le pied de la coupe. La pression hydrostatique crée ensuite un siphon qui vide le verre.

## Utilisations
L'ingénieur et mécanicien grec du Ier siècle apr. J.-C. Héron d'Alexandrie avait principalement utilisé le système de cette coupe comme élément pour ses automates hydrauliques.
La coupe de Pythagore est, comme son nom l'indique, attribuée au philosophe et mathématicien grec Pythagore. Pour cette raison, elle est de nos jours vendue dans l'île grecque de Samos comme souvenir. Elle est également vendue à Halki, sur l'île de Naxos, comme « verre de justice » : chacun devant recevoir le même volume de vin, sinon la coupe se vide. Cette coupe est aussi vendue dans les boutiques de farces et attrapes.